# Christian Wörns
Christian Wörns (Mannheim, 1972. május 10. –) német válogatott  labdarúgó.
A német válogatott tagjaként részt vett az 1992-es és a 2004-es Európa illetve az 1998-as világbajnokságon és az 1999-es konföderációs kupán.

## Sikerei, díjai
Bayer Leverkusen
- Német kupagyőztes (1): 1992–93
- Német bajnoki ezüstérmes (1): 1996–97

Paris Saint-Germain
- Francia szuperkupagyőztes (1): 1999

Borussia Dortmund
- Német bajnok (1): 2001–02
- Német kupadöntős (1): 2007–08

Németország
- Európa-bajnoki ezüstérmes (1): 1992